# Göte Ferm

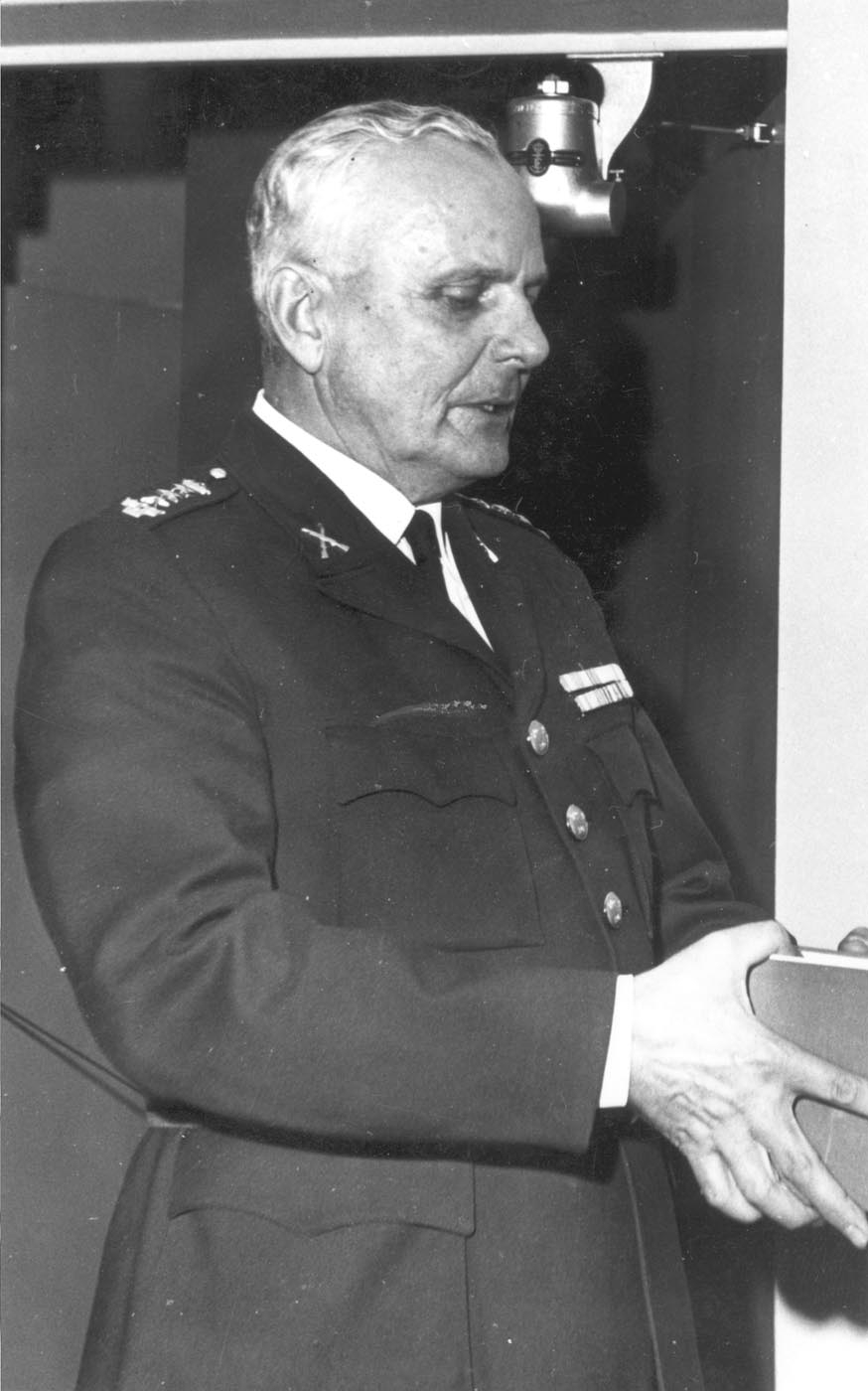
Göte Ferm.

Göte Lauburn  Ferm, född 5 augusti 1902 i Ljungs församling, Göteborgs och Bohus län, död 16 april 1983 i Göteborg, var en svensk militär.
Ferm avlade studentexamen i Uddevalla 1921 och officersexamen 1924. Han genomgick Gymnastiska centralinstitutet 1928–1930 och Krigshögskolan 1934–1936. Ferm blev fänrik vid Bohusläns regemente 1924, löjtnant där 1929 och kapten där 1939. Han var kadettofficer och biträdande lärare i taktik vid Krigsskolan 1938–1940, lärare i taktik och topografi 1940–1943 samt kompanichef vid infanteriets och kavalleriets reservofficerskurs vid Krigsskolan 1942. Ferm befordrades till major vid Jämtlands fältjägarregemente 1944, till överstelöjtnant vid II. militärbefälhavarstaben 1949, vid Livregementets grenadjärer 1953, och till överste 1956. Han var befälhavare i Skövde försvarsområde 1956–1965. Ferm genomgick Försvarshögskolan 1959–1960. Han blev riddare av Svärdsorden 1945 och kommendör av samma orden 1963.